# Sh2-110
Sh2-110 est une nébuleuse en émission visible dans la constellation du Cygne.
Elle est située dans la partie centrale de la constellation, à environ 2,5° au nord-ouest de l'étoile ζ Cygni. La période la plus appropriée pour son observation dans le ciel du soir se situe entre les mois de juillet et décembre et est facilitée par les régions situées dans l'hémisphère nord terrestre. Son observation n'est possible qu'à l'aide de filtres spéciaux et de longues expositions.
C'est un très faible filament de gaz interstellaire situé à une latitude galactique élevée. Elle apparaît partiellement illuminée en raison du rayonnement reçu des étoiles situées dans la région galactique environnante et se trouve en direction d'une enveloppe d'hydrogène neutre appelée Hu 8, avec laquelle elle pourrait être physiquement lié. Hu 8 a une masse d'environ 1300 M⊙ et est situé à une distance comprise entre 350 et 440 parsecs (1140-1430 années-lumière). On pense que son origine remonte à environ 900 000 ans.